# Drosophila multidentata
Drosophila multidentata este o specie de muște din genul Drosophila, familia Drosophilidae, descrisă de Mahito Watabe și Zhang în anul 1990. Conform Catalogue of Life specia Drosophila multidentata nu are subspecii cunoscute.